# Cynoscion stolzmanni
Cynoscion stolzmanni és una espècie de peix de la família dels esciènids i de l'ordre dels perciformes.

## Morfologia
Els mascles poden assolir 115 cm de longitud total i 9.520 g de pes.

## Alimentació
Menja principalment peixets i gambes.

## Hàbitat
És un peix de clima tropical i demersal.

## Distribució geogràfica
Es troba al Pacífic oriental: des del Golf de Califòrnia fins al Perú.

## Observacions
És inofensiu per als humans.